# Turó de Migjorn
El Turó de Migjorn és una muntanya de 403 metres que es troba entre els municipis de Calella i de Pineda de Mar, a la comarca del Maresme.